# 李脈健
李脈健，山西洪洞縣人，清朝政治人物、進士出身。

## 生平
順治二年（1645年）乙酉科山西鄉試舉人，順治三年（1646年）聯捷丙戌科進士，授行人司行人。奉差赴粵東，李成棟召之前往，不屈而死。入祀忠義祠。
祖父李元標。